# Joseph Albin Parth
Joseph Albin Parth (* 1782; † 2. Dezember 1844) war Abgeordneter in der Kammer der Abgeordneten und Bürgermeister von Freising.

## Leben
Joseph Parth wurde als Sohn von Joseph Sebastian Parth und Ursula Parth geboren. Die Familie war seit 1780 im Besitz des Gößweinbräu in der heutigen Unteren Hauptstraße in Freising. Die verwitwete Mutter übergab 1815 gegen 36.000 Gulden Übergabegeld die Brauerei an ihren Sohn. Er ließ vor dem Landshuter Tor einen neuen Bierkeller bauen und dort bis 1819 eine Sommerschenke mit Kegelbahn errichten. Parth war nicht verheiratet und starb kinderlos am 2. Dezember 1844. Erbin war seine Schwester Clara.

## Politik
1818 wurde Parth zum Vorstand ins Kollegium der Gemeindebevollmächtigten gewählt. Später war er Abgeordneter im 7. Landtag (1837) und im 9. Landtag (1842/43). Von 1839 bis 1842 war er Bürgermeister der Stadt Freising.